# إيما دراموند
إيما دراموند (بالإنجليزية: Emma Drummond)‏ هي كاتِبة أمريكية، ولدت في 1931.